# Blécourt, Nord

Blécourt este o comună în departamentul Nord, Franța. În 1 ianuarie 2022 avea o populație de 309 de locuitori.